# Tel Aviv Pride

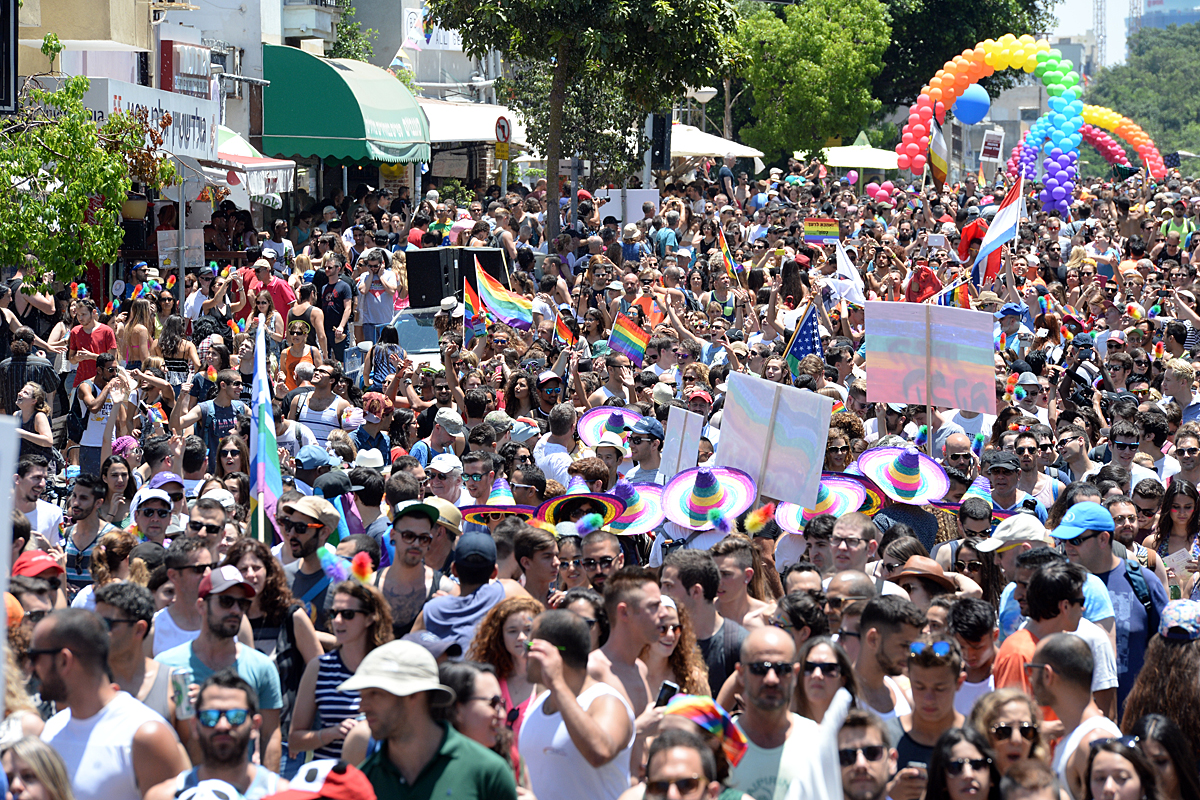
Tel Aviv Pride 2006

Tel Aviv Pride (ebraică: גאווה תל אביבית, arabă: مثلي الجنس فخر تل أبيب), organizat în Tel Aviv, este numele festivalului anual al persoanelor lesbiene, gay, bisexuale și transgen (LGBT) și durează aproape o săptămână.
Primul Tel Aviv Pride a fost organizat în 1979, Tel Aviv Pride-ul a inclus și o paradă de pride prin București. În afară de această paradă, festivalul include o serie de evenimente culturale LGBT, precum lansări de filme, teatru și expoziții de fotografie, plus dezbateri și conferințe despre drepturile LGBT.